# Hexatoma fulvoapicalis
Hexatoma fulvoapicalis är en tvåvingeart som beskrevs av Alexander 1957. Hexatoma fulvoapicalis ingår i släktet Hexatoma och familjen småharkrankar.
Artens utbredningsområde är Pakistan. Inga underarter finns listade i Catalogue of Life.